# ام‌یو تی‌وی
ام‌یو تی‌وی (تلویزیون منچستریونایتد) (به انگلیسی: MUTV (Manchester United Television)) یک شبکه تلویزیونی انگلیسی‌زبان است که توسط باشگاه منچستریونایتد اداره می‌شود.این شبکه کار خود را از ۱۰ سپتامبر ۱۹۹۸ آغاز کرده‌است.
این شبکه برنامه‌هایی نظیر مصاحبه‌های اختصاصی با بازیکنان و مربیان، پخش بازی‌های منچستریونایتد در لیگ برتر(بازی‌ها معمولاً در نیمه‌شب روزی که بازی انجام شده‌است، پخش می‌گردد)، بازی‌های قدیمی منچستریونایتد و بازی‌های دوستانه و پیش‌فصل منچستریونایتد را پخش می‌کند.